# 矮小天仙果
矮小天仙果（学名：Ficus erecta），又名牛乳榕、牛乳房、牛乳婆、牛乳甫、假枇杷、毛天仙果，为桑科榕属下的一个种。分佈於臺灣全島平地、蘭嶼、中國大陸華南、琉球及馬來西亞。

## 扩展阅读
- 維基物種上的相關：矮小天仙果